# Major League Lacrosse
Major League Lacrosse, ou MLL, é uma liga profissional masculina de field lacrosse que é composta por oito times dos Estados Unidos e um time do Canadá.

## Finais
| Ano  | Campeão              | Placar      | Vice-campeão        | Arena                              | Local          | MVP do Jogo                  |
| ---- | -------------------- | ----------- | ------------------- | ---------------------------------- | -------------- | ---------------------------- |
| 2001 | Long Island Lizards  | 15-11       | Baltimore Bayhawks  | Kennedy Stadium                    | Bridgeport, CT | Paul Gait (Long Island)      |
| 2002 | Baltimore Bayhawks   | 21-13       | Long Island Lizards | Columbus Crew Stadium              | Columbus, OH   | Mark Millon (Baltimore)      |
| 2003 | Long Island Lizards  | 15-14 (PRO) | Baltimore Bayhawks  | Villanova Stadium                  | Villanova, PA  | Kevin Lowe (Long Island)     |
| 2004 | Philadelphia Barrage | 13-11       | Boston Cannons      | Nickerson Field                    | Boston, MA     | Greg Cattrano (Philadelphia) |
| 2005 | Baltimore Bayhawks   | 15-9        | Long Island Lizards | Nickerson Field                    | Boston, MA     | Gary Gait (Baltimore)        |
| 2006 | Philadelphia Barrage | 23-12       | Denver Outlaws      | The Home Depot Center              | Carson, CA     | Roy Colsey (Philadelphia)    |
| 2007 | Philadelphia Barrage | 16-13       | Los Angeles Riptide | PAETEC Park                        | Rochester, NY  | Matt Striebel (Philadelphia) |
| 2008 | Rochester Rattlers   | 16-6        | Denver Outlaws      | Harvard Stadium                    | Boston, MA     | Joe Walters (Rochester)      |
| 2009 | Toronto Nationals    | 10-9        | Denver Outlaws      | Navy-Marine Corps Memorial Stadium | Annapolis, MD  | Merrick Thomson (Toronto)    |
| 2010 | Chesapeake Bayhawks  | 13-9        | Long Island Lizards | Navy-Marine Corps Memorial Stadium | Annapolis, MD  | Kyle Hartzell (Chesapeake)   |
| 2011 | Boston Cannons       | 10-9        | Hamilton Nationals  | Navy-Marine Corps Memorial Stadium | Annapolis, MD  | Jordan Burke (Boston)        |
| 2012 | Chesapeake Bayhawks  | 16-6        | Denver Outlaws      | Harvard Stadium                    | Boston, MA     | Ben Rubeor (Chesapeake)      |
| 2013 | Chesapeake Bayhawks  | 10-9        | Charlotte Hounds    | PPL Park                           | Chester, PA    | John Grant Jr. (Chesapeake)  |
| 2014 | Denver Outlaws       | 12-11       | Rochester Rattlers  | Fifth Third Bank Stadium           | Kennesaw, GA   | John Grant Jr. (Denver)      |
| 2015 | New York Lizards     | 15-12       | Rochester Rattlers  | Fifth Third Bank Stadium           | Kennesaw, GA   | Paul Rabil (New York)        |